# LIN7B
LIN7B‏ (Lin-7 homolog B, crumbs cell polarity complex component) هوَ بروتين يُشَفر بواسطة جين LIN7B في الإنسان.

## التفاعل
ثبت أن LIN7B يتفاعل مع:
- ACCN3[3]
- GRIN2B[1]
- KCNJ12[4][5]
- KCNJ4[6]